# روبرت ماركس
روبرت ماركس (بالإنجليزية: Robert Marx) هو مبارز بالسيف أمريكي، ولد في 25 سبتمبر 1956 في بورتلاند في الولايات المتحدة.

## وصلات خارجية
- روبرت ماركس على موقع أوليمبيديا (الإنجليزية)